# (3203) Huth
(3203) Huth (1938 SL; 1977 TQ3) ist ein ungefähr vier Kilometer großer Asteroid des inneren Hauptgürtels, der am 18. September 1938 von Cuno Hoffmeister an der Sternwarte Sonneberg (IAU-Code 031) entdeckt wurde.

## Benennung
(3203) Huth wurde nach dem Astronomen Hans Huth (1925–1988) benannt, der an der Sternwarte Sonneberg mehr als 100.000 Fotoplatten erstellte. Huth war auch bekannt für seinen bibliografischen Katalog Veränderlicher Sterne.